# Blažejov
Blažejov (německy Blauenschlag) je obec v okrese Jindřichův Hradec v Jihočeském kraji. Žije zde 475 obyvatel.

## Historie
První písemná zmínka o vesnici pochází z roku 1369. V letech 1938 až 1945 byl Blažejov v důsledku uzavření Mnichovské dohody přičleněn k nacistickému Německu.

## Obyvatelstvo
| Rok            | 1869  | 1880  | 1890 | 1900 | 1910 | 1921 | 1930 | 1950 | 1961 | 1970 | 1980 | 1991 | 2001 | 2011 | 2021 |
| -------------- | ----- | ----- | ---- | ---- | ---- | ---- | ---- | ---- | ---- | ---- | ---- | ---- | ---- | ---- | ---- |
| Počet obyvatel | 1 206 | 1 060 | 971  | 891  | 868  | 922  | 843  | 593  | 516  | 435  | 333  | 292  | 295  | 434  | 468  |
| Počet domů     | 173   | 172   | 156  | 153  | 153  | 158  | 160  | 138  | 119  | 111  | 92   | 115  | 140  | 202  | 224  |

## Obecní správa
Mezi lety 1869–1988 Blažejov byl obcí v okrese Jindřichův Hradec. Od 1. ledna 1989 do 30. června 1990 patřil jako část obce k Hospřízi a od 1. července 1990 je opět samostatnou obcí.

### Části obce
Obec Blažejov se skládá z pěti částí na pěti katastrálních územích.
- Blažejov (i název k.ú.)
- Dvoreček (i název k.ú.)
- Malý Ratmírov (i název k.ú.)
- Mutyněves (i název k.ú.)
- Oldřiš (k. ú. Oldřiš u Blažejova)

### Obecní symboly
Znak a vlajka byly obci uděleny rozhodnutím předsedy Poslanecké sněmovny Parlamentu České republiky dne 15. listopadu 2005.

## Pamětihodnosti
- Na severozápadním okraji vesnice se nachází na pravém břehu Hamerského potoka (již v katastrálním území Dvorečku) pozůstatky Vítkova hrádku z první poloviny 13. století.
- Kostel svaté Alžběty

## Galerie

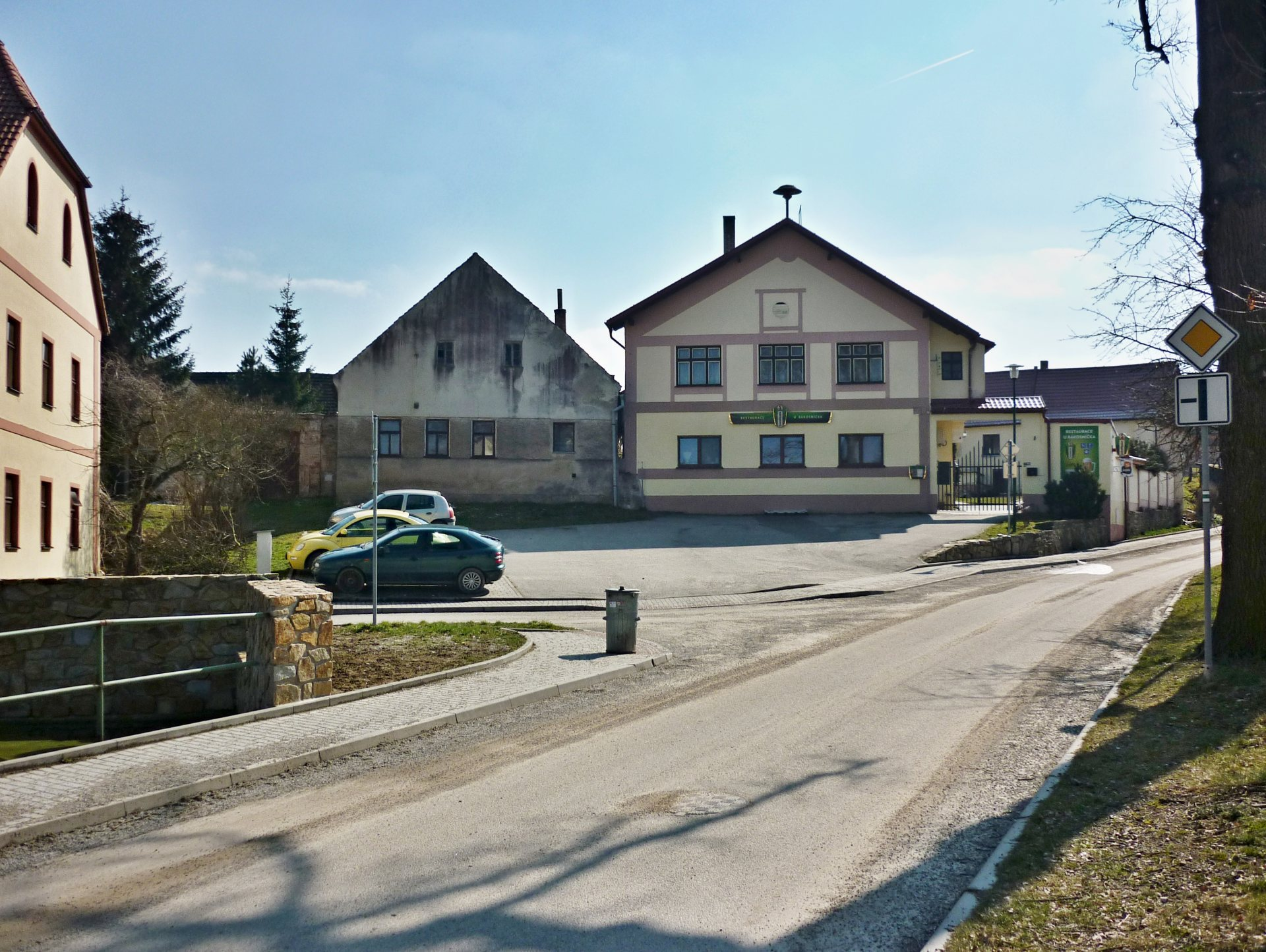
Náves
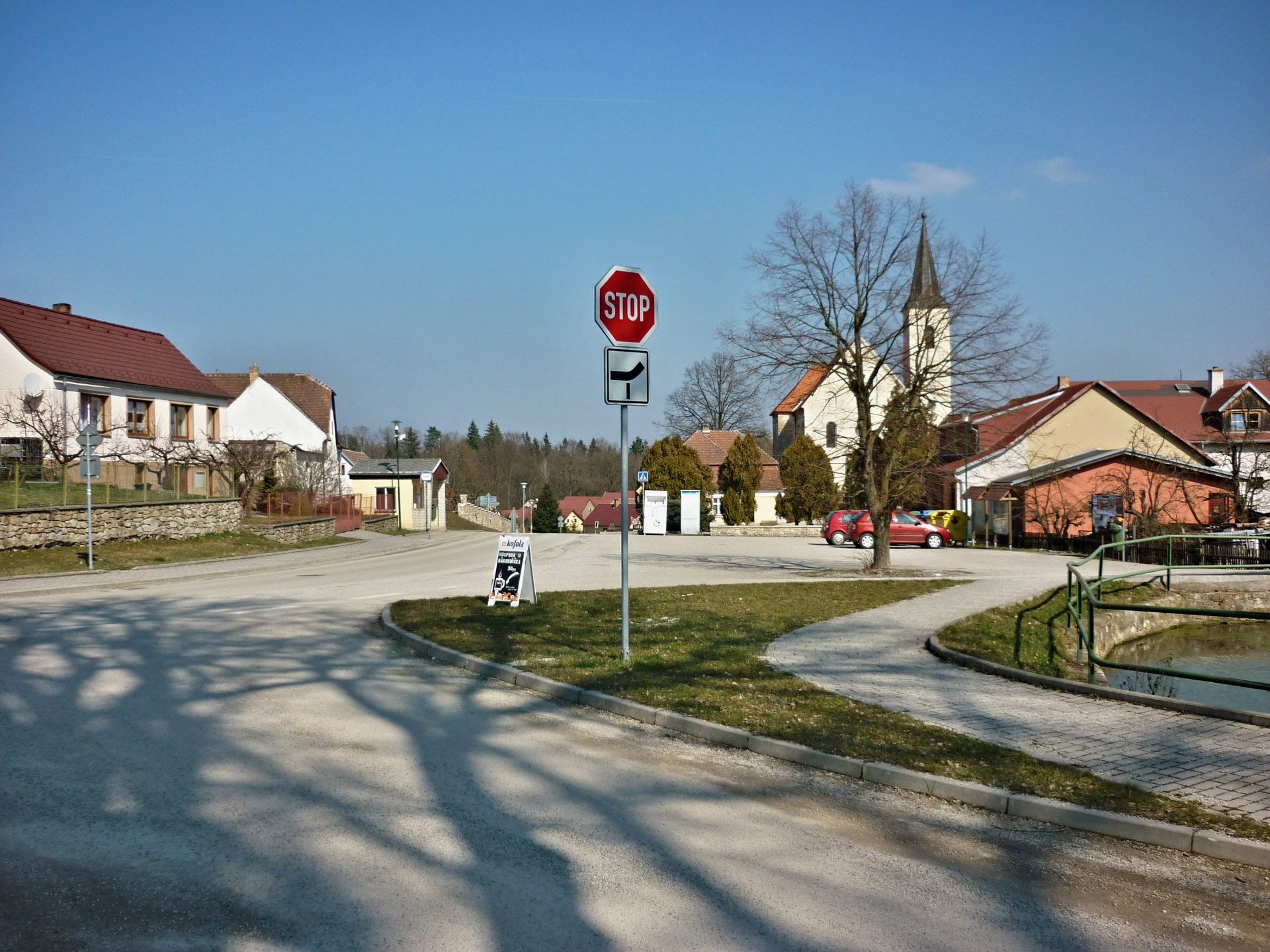
Náves
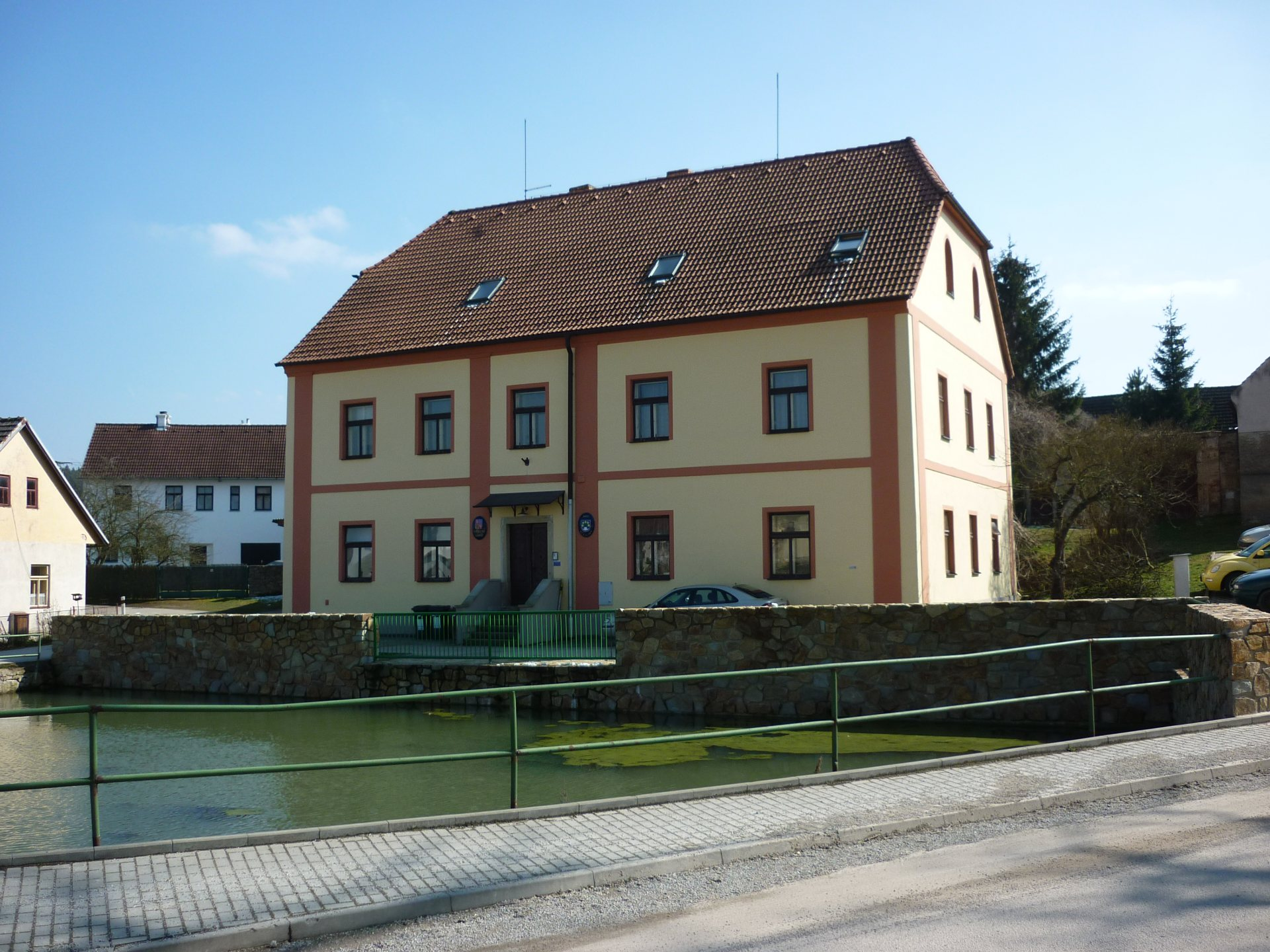
Obecní úřad
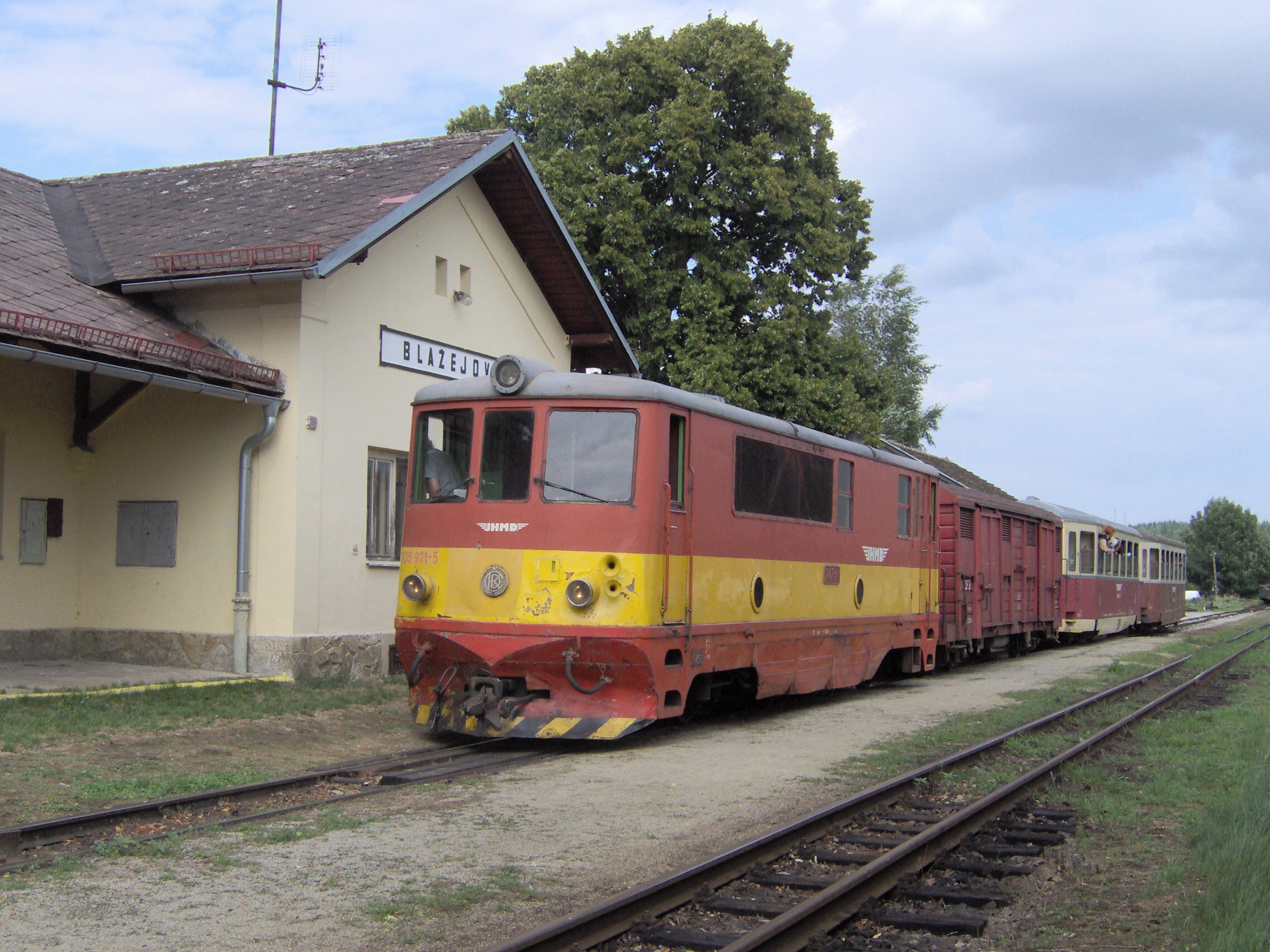
Železniční zastávka na úzkorozchodné trati